# Seweryn Bieszczad

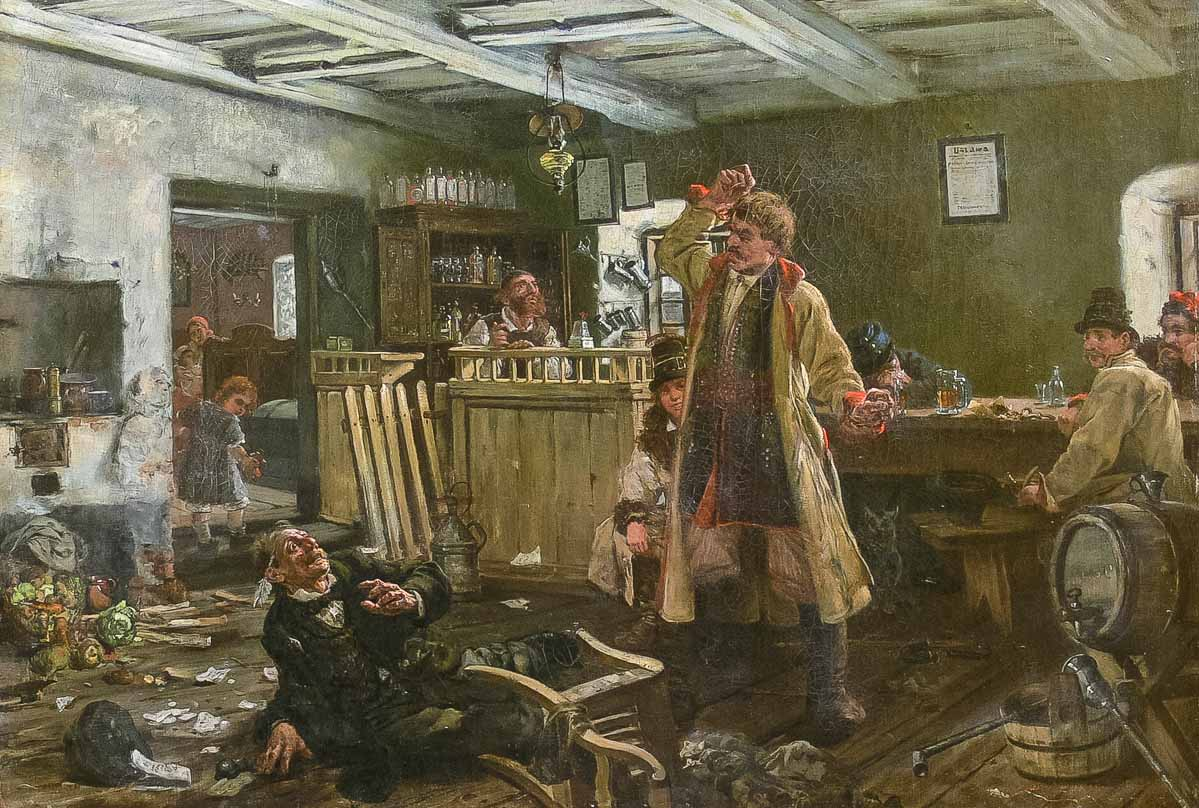
In einer Dorfschenke

Seweryn Bieszczad (* 18. November 1852 in Jasło; † 17. Juni 1923 in Krosno) war ein polnischer Landschafts- und Genremaler.
In den Jahren 1868–1876 studierte er an der Akademie der Bildenden Künste Krakau unter der Leitung von Władysław Łuszczkiewicz (1828–1900) und Jan Matejko (1838–1893).
Ab 1873 setzte er das Studium an der Wiener Akademie der bildenden Künste Wien fort. Am 6. April 1883 begann er ein Studium in der Malklasse an der Königlichen Akademie der Bildenden Künste München bei Sándor Wagner (1838–1919). 
1891 zog er nach Krosno. Von 1920 bis 1923 lebte er vorübergehend in Pleszew. In Krosno war er aktives Mitglied lokaler Verbände und Kunstkommissionen. Seit seinem Umzug nach Krosno schuf er hauptsächlich Gemälde mit Stadtansichten und Karpatenvorland-Landschaften, Genrebilder aus dem Leben der örtlichen Bevölkerung, Porträts und Szenen, die von polnischen literarischen Werken inspiriert waren. 
Seine Werke befinden sich in den Nationalmuseen in Krakau, Posen und Warschau sowie in zahlreichen Museen in anderen polnischen Städten (Bielsko-Biała, Bytom, Gorlice, Katowice, Krosno, Leszno, Radom, Rzeszów).